# Бушила
Бушила (рум. Buşila) — село в Унгенском районе Молдавии. Относится к сёлам, не образующим коммуну.

## География
Село расположено на высоте 105 метров над уровнем моря.

## Население
По данным переписи населения 2004 года, в селе Бушила проживает 2020 человек (1035 мужчин, 985 женщин).
Этнический состав села:
| Национальность | Число жителей | Процентный состав |
| -------------- | ------------- | ----------------- |
| молдаване      | 2002          | 99,11             |
| румыны         | 8             | 0,4               |
| украинцы       | 6             | 0,3               |
| русские        | 2             | 0,1               |
| прочие         | 2             | 0,1               |
| Всего          | 2020          | 100 %             |